# ۱۸۲۳ (میلادی)
۱۸۲۳ (میلادی)، هزار و هشتصد و بیست و سومین سال تقویم میلادی است.

## زادگان

### ژانویه
- ۱ ژانویه - شیباتا تاکه‌ناکا، دیپلمات اهل ژاپن. (درگذشتهٔ ۱۸۷۷)
- ۱ ژانویه - اوتاگاوا کونیسادای دوم، نقاش اهل ژاپن. (درگذشتهٔ ۱۸۸۰)
- ۱ ژانویه - شاندر پتوفی، شاعر اهل مجارستان. (درگذشتهٔ ۱۸۴۹)
- ۳ ژانویه - هاینریش گوستاو رایشنباخ، گیاه‌شناس اهل آلمان. (درگذشتهٔ ۱۸۸۹)
- ۴ ژانویه - بنجامین اف. هاردینگ، سیاستمدار اهل ایالات متحده آمریکا. (درگذشتهٔ ۱۸۹۹)
- ۵ ژانویه - خوسه ماریا ایگلسیاس، سیاستمدار اهل مکزیک. (درگذشتهٔ ۱۸۹۱)
- ۸ ژانویه - آلفرد راسل والاس، زیست‌شناس و کاوشگر اهل بریتانیا. (درگذشتهٔ ۱۹۱۳)
- ۹ ژانویه - فردریش فون اسمارش، جراح اهل آلمان. (درگذشتهٔ ۱۹۰۸)
- ۱۱ ژانویه - پیر فیلیپ دنفر-روشرو، نظامی و سیاستمدار فرانسوی. (درگذشتهٔ ۱۸۷۸)
- ۲۰ ژانویه - ایمره ماداچ، شاعر، وکیل و سیاستمدار اهل مجارستان. (درگذشتهٔ ۱۸۶۴)
- ۲۷ ژانویه - ادوارد لالو، آهنگساز فرانسوی. (درگذشتهٔ ۱۸۹۲)
- ۲۸ ژانویه - کارل اشتلواگ فون کاریون، چشم‌پزشک اهل اتریش. (درگذشتهٔ ۱۹۰۴)

### فوریه
- ۲ فوریه - فیلیپ شاپرون، نقاش فرانسوی. (درگذشتهٔ ۱۹۰۶)
- ۳ فوریه - اسپنکر فولرتن بیرد، دانشمند اهل ایالات متحده آمریکا. (درگذشتهٔ ۱۸۸۷)
- ۱۴ فوریه - ایتاکورا کاتسوکیو، سیاستمدار اهل ژاپن. (درگذشتهٔ ۱۸۸۹)
- ۱۵ فوریه - لی هنگژانگ، دیپلمات اهل دودمان چینگ. (درگذشتهٔ ۱۹۰۱)
- ۲۷ فوریه - ارنست رنان، تاریخ‌نگار، نویسنده و فیلسوف فرانسوی. (درگذشتهٔ ۱۸۹۲)

### مارس
- ۳ مارس - دیولا آندراشی، سیاستمدار و دیپلمات اهل مجارستان. (درگذشتهٔ ۱۸۹۰)
- ۶ مارس - کارل یکم وورتمبرگ، سیاستمدار اهل پادشاهی وورتمبرگ. (درگذشتهٔ ۱۸۹۱)
- ۱۳ مارس - دیمیتری تولستوی، سیاستمدار روس. (درگذشتهٔ ۱۸۸۹)
- ۱۴ مارس - تئودور دو بانویل، شاعر فرانسوی. (درگذشتهٔ ۱۸۹۱)
- ۲۱ مارس - جولز امیل پلنچن، گیاه‌شناس فرانسوی. (درگذشتهٔ ۱۸۸۸)
- ۲۳ مارس - اسکایلر کولفکس، سیاستمدار اهل ایالات متحده آمریکا. (درگذشتهٔ ۱۸۸۵)
- ۲۸ مارس - آلبرت ژوزف گاستایگر، مهندس اتریشی. (درگذشتهٔ ۱۸۹۰)

### آوریل
- ۱۲ آوریل - آلکساندر آستروفسکی، نمایش‌نامه‌نویس روس. (درگذشتهٔ ۱۸۸۶)
- ۱۶ آوریل - فردیناند آیزنشتاین، ریاضی‌دان آلمانی. (درگذشتهٔ ۱۸۵۲)
- ۲۲ آوریل - آلفرد گیبس، نظامی اهل ایالات متحده آمریکا. (درگذشتهٔ ۱۸۶۸)
- ۲۳ آوریل - عبدالمجید یکم، سی‌و‌یکمین امپراتور عثمانی. (درگذشتهٔ ۱۸۶۱)
- ۲۴ آوریل - سباستین لردو د تجادا، سیاستمدار اهل مکزیک. (درگذشتهٔ ۱۸۸۹)

### مه
- ۱۴ مه - دمیتری آشخاروموف، پزشک و نویسنده اهل ارمنستان. (درگذشتهٔ ۱۹۱۰)

### ژوئن
- ۱۹ ژوئن - هنری پرسیوال دی باث، چهارمین بارونت، نظامی اهل پادشاهی متحد بریتانیای کبیر و ایرلند. (درگذشتهٔ ۱۹۰۷)
- ۲۳ ژوئن - کارل راینکه، آهنگساز اهل آلمان. (درگذشتهٔ ۱۹۱۰)
- ۳۰ ژوئن - زلمار باگه، موسیقی‌دان و آهنگساز اهل آلمان. (درگذشتهٔ ۱۸۹۶)

### ژوئیه
- ۱ ژوئیه - چارلز بی. فارول، سیاستمدار اهل ایالات متحده آمریکا. (درگذشتهٔ ۱۹۰۳)
- ۳ ژوئیه - احمد وفیق پاشا، سیاستمدار عثمانی. (درگذشتهٔ ۱۸۹۱)
- ۹ ژوئیه - فینیاس گیج، کارگر راه‌آهن اهل ایالات متحده آمریکا. (درگذشتهٔ ۱۸۶۰)
- ۲۳ ژوئیه - کاونتری پاتمور، شاعر بریتانیایی. (درگذشتهٔ ۱۸۹۶)
- ۲۳ ژوئیه - الکساندر-آنتونن تاشه، اسقف کانادایی. (درگذشتهٔ ۱۸۹۴)
- ۲۴ ژوئیه - آرتور آی. بورمن، سیاستمدار اهل ایالات متحده آمریکا. (درگذشتهٔ ۱۸۹۶)
- ۳۰ ژوئیه - مایکل بیدولف، نظامی اهل پادشاهی متحد بریتانیای کبیر و ایرلند. (درگذشتهٔ ۱۹۰۴)
- ۳۱ ژوئیه - ادوار-ژرار بالبیانی، رویان‌شناس اهل فرانسه. (درگذشتهٔ ۱۸۹۹)

### اوت
- ۳ اوت - توماس جی. رابرتسون، سیاستمدار اهل ایالات متحده آمریکا. (درگذشتهٔ ۱۸۹۷)
- ۴ اوت - الیور اچ. پی. تی. مورتون، سیاستمدار و وکیل اهل ایالات متحده آمریکا. (درگذشتهٔ ۱۸۷۷)
- ۱۵ اوت - اوریس اس. فری وکیل و سیاستمدار اهل ایالات متحده آمریکا. (درگذشتهٔ ۱۸۷۵)

### سپتامبر
- ۳ سپتامبر - هاردینگ گیفارد، نخستین ارل هالزبری، سیاستمدار بریتانیایی. (درگذشتهٔ ۱۹۲۱)
- ۱۶ سپتامبر - لودویک تایشمن، دانشمند اهل لهستان. (درگذشتهٔ ۱۸۹۵)

### اکتبر
- ۲ اکتبر - اوسکار بارتلت، معلم، پزشک و سیاستمدار اهل ایالات متحده آمریکا. (درگذشتهٔ ۱۹۱۱)
- ۸ اکتبر - ایوان آکساکوف، فیلسوف و شاعر اهل امپراتوری روسیه. (درگذشتهٔ ۱۸۸۶)
- ۹ اکتبر - مری ان شاد، معلم، روزنامه‌نگار و فعال اجتماعی آمریکایی-کانادایی. (درگذشتهٔ ۱۸۹۳)
- ۱۱ اکتبر - شاهزاده ادوارد ساکس وایمار، نظامی اهل آلمان. (درگذشتهٔ ۱۹۰۲)

### نوامبر
- ۱۱ نوامبر - جورج ویلیس، نظامی اهل پادشاهی متحد بریتانیای کبیر و ایرلند. (درگذشتهٔ ۱۹۰۰)
- ۱۵ نوامبر - آنتوان فوشری، نویسنده و عکاس فرانسوی. (درگذشتهٔ ۱۸۶۱)
- ۱۶ نوامبر - هنری جی. دیویس، سیاستمدار اهل ایالات متحده آمریکا. (درگذشتهٔ ۱۹۱۶)
- ۱۸ نوامبر - چارلز اچ. بل، سیاستمدار اهل ایالات متحده آمریکا. (درگذشتهٔ ۱۸۹۳)
- ۲۴ نوامبر - سیلوستر اچ روپر، مخترع اهل ایالات متحده آمریکا. (درگذشتهٔ ۱۸۹۶)
- ۲۵ نوامبر - هنری ویرتز، نظامی اهل ایالات متحده آمریکا. (درگذشتهٔ ۱۹۶۵)
- ۲۶ نوامبر - توماس تلفسن، نوازنده و آهنگساز اهل نروژ. (درگذشتهٔ ۱۸۷۴)
- ۲۹ نوامبر - لا فایتی گروور، سیاستمدار اهل ایالات متحده آمریکا. (درگذشتهٔ ۱۹۱۱)

### دسامبر
- ۲۲ دسامبر - ژان-آنری فابر، دانشمند اهل آلمان. (درگذشتهٔ ۱۹۱۵)
- ۲۳ دسامبر - جوزف فان لریس، نقاش اهل بلژیک. (درگذشتهٔ ۱۸۷۶)
- ۲۷ دسامبر - مکنزی باول، سیاستمدار کانادایی. (درگذشتهٔ ۱۹۱۷)
- ۲۹ دسامبر - هوراس لاوسون هانلی، مخترع و مهندس اهل ایالات متحده آمریکا. (درگذشتهٔ ۱۸۶۳)
- ۳۰ دسامبر - هرمان داوید وبر، پزشک آلمانی. (درگذشتهٔ ۱۹۱۸)

### تاریخ نامعلوم
- سوفی اندرسون، نقاش اهل فرانسه. (درگذشتهٔ ۱۹۰۳)
- ماتسودایرا داینی، سامورایی اهل ژاپن. (درگذشتهٔ ۱۸۶۴)
- تئودور دو بانویل، شاعر و نمایش‌نامه‌نویس اهل فرانسه. (درگذشتهٔ ۱۸۹۱)
- تئودور باریر، نمایش‌نامه‌نویس اهل فرانسه. (درگذشتهٔ ۱۸۷۷)

## درگذشتگان

### اوت
- ۲۲ اوت - لازار کارنو، ریاضی‌دان، سیاستمدار و مهندس فرانسوی. (زادهٔ ۱۷۵۳)

‎